# Euroferry Olympia
Die Euroferry Olympia war eine 1995 in Dienst gestellte RoPax-Fähre vom Typ Stocznia Gdanska B501 im Dienst der italienischen Grimaldi Lines. Sie wurde bis November 2013 von der finnischen Reederei Finnlines als Transeuropa in der Ostsee eingesetzt, anschließend vom neuen Eigner im Mittelmeer. Am 18. Februar 2022 brach vor Korfu auf dem Schiff ein Großbrand aus. Mindestens neun Menschen kamen hierbei ums Leben. Das Schiff wurde später zum Totalverlust erklärt.

## Geschichte

### Bau und Betrieb
Die Transeuropa wurde als drittes Schiff des Typs Stocznia Gdanska B501 unter der Baunummer B501-I/3 auf der Werft Stocznia Gdanska in Danzig gebaut. Die Kiellegung erfolgte am 31. Januar, der Stapellauf am 29. Dezember 1994. Das Schiff, das über die Eisklasse 1A Super verfügt, wurde am 1. Mai 1995 an die Poseidon Schiffahrt in Lübeck übergeben und in der Zeit von Juni 1995 bis 2000 zwischen Lübeck (Nordlandkai) und Helsinki eingesetzt. Ab dem Jahr 2000 fuhr die Transeuropa für Finnlines Deutschland und bediente ab dem damit vollzogenem Eigentümerwechsel die Strecke Travemünde – Helsinki. Mitte Februar 2009 wechselte die von F. Laeisz bereederte Fähre auf die Route Travemünde – Sankt Petersburg, die sie bis Mitte 2012 bediente. Nach einer Serviceumstellung des Rostock-Services von Finnlines bediente die Transeuropa die Strecke Rostock – Helsinki mit wöchentlich zwei Abfahrten in jede Richtung. Sie benötigte für diese Strecke zirka 36 Stunden.
Anfang November 2013 wurde das Schiff an Atlantica Navigazione (Grimaldi Lines) verkauft und ab Januar 2014 als Euroferry Olympia zunächst auf der Route Ravenna – Igoumenitsa – Patras und später zwischen Igoumenitsa  und Brindisi eingesetzt.

### Brand 2022
Am Freitag, 18. Februar 2022 gegen 4:30 Uhr Ortszeit (UTC+2) brach auf dem Schiff in internationalen Gewässern nördlich von Korfu ein Feuer aus, als es sich auf dem Weg von Igoumenitsa im Nordwesten Griechenlands nach Brindisi im Südosten Italiens befand. Das Schiff musste evakuiert werden. Nach Angaben von Reederei und Küstenwache befanden sich mindestens 292 Personen an Bord: 239 registrierte Passagiere und zwei nicht offiziell eingecheckte Flüchtlinge sowie 51 Besatzungsmitglieder. Der Brand brach im Parkdeck aus, vermutlich in einem Lastwagen.
Zwei zunächst festsitzende Passagiere wurden nach mehreren Stunden von Rettungskräften des griechischen Militärs befreit, die sich von einem Hubschrauber abgeseilt hatten. Danach galten zwölf Fernfahrer als vermisst, davon sieben aus Bulgarien, drei Griechen, je einer aus Litauen und der Türkei. Am Morgen des 20. Februar 2022 gab die griechische Küstenwache die Rettung eines weiteren Passagiers aus dem Heck der Fähre bekannt. Es wird befürchtet, dass sich weitere, unregistrierte Personen an Bord befanden und die Zahl der Vermissten somit noch höher liegen könnte. Im Verlaufe des Sonntags (20. Februar) konnten die Rettungskräfte endlich auf das Schiff gelangen; sie fanden einen toten griechischen Lastwagenfahrer.
Die Lösch- und Rettungsarbeiten wurden stark erschwert durch eine große Hitzeentwicklung: An der Außenseite des Schiffs wurden Temperaturen um 600 °C gemessen. Der Treibstoff der Euroferry Olympia soll abgepumpt werden, um eine Umweltkatastrophe zu vermeiden. Während der Rettungsarbeiten trieb die Olympia in albanische Hoheitsgewässer. Nachdem die Brände am Samstag mehrheitlich gelöscht werden konnten, wurde begonnen, das Schiff nach Kassiopi an der Nordküste Korfus zu schleppen, wo es besser vor Wind geschützt ist. Es flackerten aber immer wieder Brandherde auf.
An der Rettungsaktion waren mehrere Schiffe der griechischen Küstenwache, ein Schiff der italienischen Guardia di Finanza, das gerade in Korfu im Hafen lag, Patrouillenschiffe der albanischen Marine und drei Hubschrauber beteiligt. Auch Handelsschiffe, die in den Gewässern zwischen Korfu und der albanischen Küste unterwegs waren, halfen bei der Rettung der evakuierten Passagiere.
Am 22. Februar gab das griechische Handelsschifffahrtsministerium bekannt, dass die Vermisstensuche wegen Hitze und giftiger Gase und verschwindender Hoffnung, Lebende zu finden, vorerst eingestellt werde. Vermisst waren zu diesem Zeitpunkt noch 10 Personen: sieben Bulgaren, zwei Türken und ein Grieche. Es handelte sich um Lkw-Fahrer, die trotz Verbots mutmaßlich in den Kabinen ihrer Fahrzeuge geschlafen hatten und wohl vom Brandrauch eingeschlossen worden waren. Die Fähre war am 22. Februar bereits im Schlepp in Richtung des Containerhafens in Astakos, wo das Schiff vertäut und abgelöscht werden soll. Bis zum 25. Februar 2022 wurden fünf Todesopfer von der Fähre geborgen.
Die Fähre war nach Medienangaben am 16. Februar 2022 von griechischen Hafenbehörden einer Sicherheitsüberprüfung unterzogen worden, bei der es zu keinen wesentlichen Beanstandungen kam.
Als Ersatz wurde die RoPax-Fähre Finnclipper, bislang im Einsatz in der Ostsee zwischen Travemünde und Malmö, ins Mittelmeer verlegt.
Im Herbst 2023 traf das Schiff im türkischen Aliağa zur Verschrottung ein.

## Technische Daten und Ausstattung
Das Schiff  wurde von vier Zgoda-Sulzer-Dieselmotoren des Typs 8 ZA 40 S mit einer Leistung von jeweils 5.760 kW angetrieben. Die Motoren wirken auf zwei Verstellpropeller. Das Schiff erreicht damit eine Geschwindigkeit von 21,3 kn. Für die Stromversorgung stehen zwei Dieselgeneratoren zur Verfügung.
Zur Zeit seines Einsatzes auf der Ostsee verfügte das Schiff über 3.200 Spurmeter. Der Umschlag von rollender Ladung erfolgt über zwei Heckrampen. Für temperaturgeführte Güter waren 130 Stromanschlüsse vorhanden.
An Bord war zunächst Platz für 114 Passagiere. Einschließlich der Besatzung fanden 131 Personen an Bord Platz. Als Euroferry Olympia konnte die Fähre 560 Passagiere befördern. Das Schiff verfügt über ein Restaurant, zwei Saunabereiche mit Whirlpool und Schwimmbecken sowie im Sommer eine Minigolfbahn.